# Schwanengesang
Schwanengesang ("canção dos cisnes"), D 957, é uma coleção de músicas escritas por Franz Schubert no final de sua vida e publicadas postumamente.
A coleção foi nomeada por seu primeiro editor, Tobias Haslinger, provavelmente pretendendo apresentá-la como o testamento musical final de Schubert para o mundo. Diferentemente dos anteriores Die schöne Müllerin e Winterreise, ele contém cenários de três poetas, Ludwig Rellstab (1799–1860), Heinrich Heine (1797–1856) e Johann Gabriel Seidl (1804–1875). Schwanengesang foi composta em 1828 e publicada em 1829 apenas alguns meses após a morte do compositor em 19 de novembro de 1828.
No manuscrito original na mão de Schubert, as 13 primeiras músicas foram copiadas em uma única sessão, em páginas consecutivas e na ordem de apresentação padrão. Todos os títulos das músicas são de Schubert, pois Heine não deu nomes aos poemas. (Reed 259) Tobias Haslinger, editor de Schubert, coletou as músicas juntas como um ciclo, possivelmente por razões financeiras, pois as coleções Die schöne Müllerin e Die Winterreise venderam muito bem. "Die Taubenpost" é considerado de Schubert última Lied.
Franz Liszt mais tarde transcreveu essas músicas para piano solo.
Schubert também tocou um poema chamado Schwanengesang D 744, de Johann Senn, não relacionado a essa coleção.

## Um ciclo incerto
Em 2 de outubro de 1828, Schubert (depois que o manuscrito foi escrito) ofereceu o conjunto de poemas Heine a uma editora de Leipzig chamada Probst. Podemos assumir, então, que Schubert - pelo menos no começo - pretendia publicar os conjuntos separadamente. Além disso, a ordem dos Números 8–13, como aparecem no manuscrito, é diferente da ordem dos poemas quando Heine os publicou (nº 10, seguido de 12, 11, 13, 9, 8). Era costume Schubert respeitar a sequência do poeta; o manuscrito pode não representar a ordem desejada de Schubert. A música de Seidl, "Die Taubenpost", não tem conexão com o resto do ciclo e foi anexada por Haslinger no final para reunir todas as últimas composições de Schubert.